# Partschinser Wasserfall
Der Partschinser Wasserfall ist ein Wasserfall und ein hydrologisches Naturdenkmal in der Gemeinde Partschins in Südtirol (Norditalien).

## Beschreibung
Der Wasserfall ist Teil des beim Lodnerferner entspringenden, das Zieltal entwässernden Zielbachs. Oberhalb des Dorfes befindet sich die fast 100 Meter hohe senkrechte Felsstufe. Im weiteren Verlauf mündet der Zielbach bei Töll in die Etsch.
Im Jahr 2005 wurde der Wasserfall wegen seiner ästhetischen Besonderheit zum Naturdenkmal erklärt.
Es liegen verschiedene Gutachten vor, die das gesundheitsfördernde Mikroklima in der Nähe des Wasserfalls bestätigen. Die Studie der Technischen Universität München bestätigt, dass das Wasser  wenig mineralisiert ist  und eine hohe Konzentration an Rubidium aufweist. Dieses Spurenelement, das im zentralen Nervensystem bei der Übertragung von Nervenimpulsen mitwirkt, ist auch im Meeres-, Mineral- und Thermalwasser enthalten.
Die Partikelkonzentration der Luft rum um den Wasserfall liegt bei  800 und 1200/cm³. Die außerordentlich gute Luftqualität ist somit mit den weltweit besten Reinluftgebieten über dem Nordostatlantik und der Antarktis vergleichbar.